# Kerkbestuur
Een kerkbestuur is het orgaan dat het beheer zoals de inkomsten en uitgaven van een rooms-katholieke parochie regelt. In Vlaanderen heet dit een kerkfabriek.
In protestantse kerken is dit een deeltaak van de kerkenraad en eventueel de commissie van beheer. Een deel van de kerkenraad, de diaconie, beheert de gelden die voor liefdadigheid besteed worden. Afhankelijk van hoe de kerk georganiseerd is worden de overige gelden beheerd door de kerkrentmeesters of kerkvoogden (als lid van de kerkenraad) of commissie van beheer (buiten de kerkenraad).